# Xie Siyi
Xie Siyi (chiń. 谢思埸; ur. 28 marca 1996 w Shantou) – chiński skoczek do wody, trzykrotny mistrz olimpijski z Tokio 2020 i z Paryża 2024, wielokrotny mistrz świata.

## Udział w zawodach międzynarodowych
| Impreza                       | Rok  | Miejsce            | Konkurencja                            | Wynik  | Wynik   |
| Impreza                       | Rok  | Miejsce            | Konkurencja                            | Punkty | Miejsce |
| ----------------------------- | ---- | ------------------ | -------------------------------------- | ------ | ------- |
| Igrzyska olimpijskie          | 2020 | Tokio              | trampolina 3 m indywidualnie           | 558.75 | złoto   |
| Igrzyska olimpijskie          | 2020 | Tokio              | trampolina 3 m synchronicznie mężczyzn | 467.82 | złoto   |
| Igrzyska olimpijskie          | 2024 | Paryż              | trampolina 3 m indywidualnie           | 543.60 | złoto   |
| Mistrzostwa świata w pływaniu | 2015 | Kazań              | trampolina 1 m indywidualnie           | 485.50 | złoto   |
| Mistrzostwa świata w pływaniu | 2015 | Kazań              | konkurs drużynowy                      | 425.40 | brąz    |
| Mistrzostwa świata w pływaniu | 2017 | Budapeszt          | trampolina 3 m indywidualnie           | 547.10 | złoto   |
| Mistrzostwa świata w pływaniu | 2017 | Budapeszt          | trampolina 3 m synchronicznie mężczyzn | 443.40 | srebro  |
| Mistrzostwa świata w pływaniu | 2019 | Gwangju            | trampolina 3 m indywidualnie           | 545.45 | złoto   |
| Mistrzostwa świata w pływaniu | 2019 | Gwangju            | trampolina 3 m synchronicznie mężczyzn | 439.74 | złoto   |
| Mistrzostwa świata w pływaniu | 2024 | Doha               | trampolina 3 m indywidualnie           | 516.10 | srebro  |
| Igrzyska azjatyckie           | 2018 | Dżakarta-Palembang | trampolina 3 m indywidualnie           | 560.80 | złoto   |
| Igrzyska azjatyckie           | 2018 | Dżakarta-Palembang | trampolina 3 m synchronicznie mężczyzn | 479.52 | złoto   |